# Vasoespasmo cerebral
O vasoespasmo cerebral é uma vasoconstrição prolongada e intensa das artérias elásticas no espaço subaracnóideo, geralmente cercado por trombo. O estreitamento significativo dos vasos sanguíneos cerebrais se desenvolve gradualmente nos primeiros dias após um quadro de ruptura de aneurisma. Usualmente, esse tipo de estreitamento alcança o nível máximo cerca de uma semana após a hemorragia cerebral. O vasoespasmo é uma das principais causas de morte após a rotura aneurismática, juntamente ao efeito da hemorragia inicial e o sangramento posterior.